# Мордент
Мордент - (енгл. mordent) је украс који се састоји од брзе једнократне смене главног тона и његовог суседног нижег тона. Бележи се знаком за пралтрилер који је прецртан вертикалном цртом: . Пише се изнад ноте.
 Playⓘ
- Евентуално повишење или снижење помоћног тона означава се хроматским знаком испод ознаке за мордент, као нпр.:

 Playⓘ
Мордент може бити и двострук, као нпр:
 Playⓘ
- Код двоструког мордента[3] повишење или снижење помоћног тона означава се хроматским знаком испод ознаке за двоструки мордент, као нпр.:

 Playⓘ
- Мордент је наглашен украс, тј. одузима од вредности следећој ноти (за разлику од двоструког кратког предудара).